# Adolf Hauert
Adolf Hauert (* 20. Februar 1896 in Fermersleben; † 9. Oktober 1988) war ein deutscher Schriftsteller und Pädagoge.

## Leben

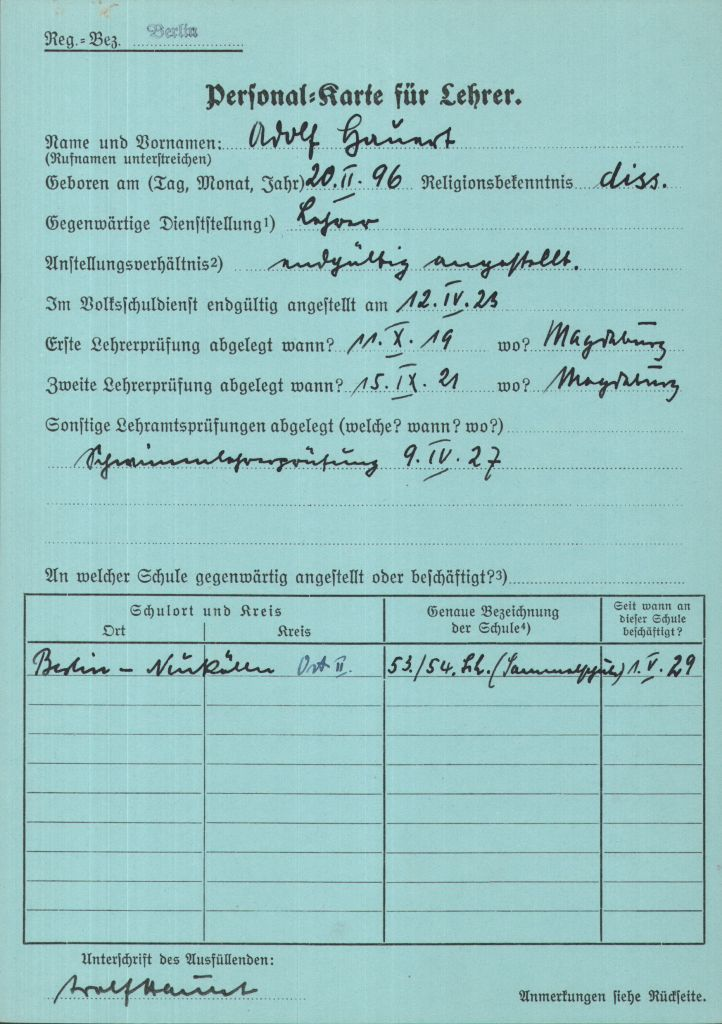
Von Adolf Hauert unterschriebene Personalkarte von 1929 während seiner Tätigkeit in Berlin-Neukölln

Hauert absolvierte eine Ausbildung zum Pädagogen und wurde Schulrat. Seine erste Lehrerprüfung legte er am 11. Oktober 1919, seine zweite Prüfung am 15. September 1921 jeweils in Magdeburg ab. Vor dem 1. Juli 1923 war er an der Cracau-Prester-Volksschule tätig. Seit dem 12. April 1923 war er dauerhaft im Volksschuldienst angestellt. Ab dem 1. Mai 1929 war er an der 53./54. Volksschule in Berlin-Neukölln tätig.
Bis 1930 fungierte Hauert als Schriftleiter der Zeitschrift Die freie Schule. Von 1929 bis 1933 arbeitete er auch als Lektor des freien Schulverlages Berlin. Hauert veröffentlichte auch zu bildungspolitischen Themen in der sozialdemokratisch geprägten, in Magdeburg erscheinenden Volksstimme.
Später lebte er in Rotenburg an der Fulda und gehörte hier nach 1945 zu den Gründern der Volkshochschule. Darüber hinaus war er Gründungsmitglied des Heimat- und Verkehrsvereins Rotenburg.
Er verfasste mehrere Gedichtbände, Kinderbücher und Bühnenstücke und betätigte sich als Heimatdichter im Kreis Hersfeld-Rotenburg.
1936 empfahl die Deutsche Lehrerzeitung unter anderem die Verwendung eines von Hauert verfassten Werks Volk und Vaterland als Sprechchor im nationalsozialistisch geprägten Unterricht. Seine 1935 erschienenen Werke Der graue Graben. Fronterlebnisse in Geschichten, Sprechchören und Liedern. und Die Wanderung zum heiligen Feuer, Eine Jungengeschichte aus dem Jahr der Wandlung 1933. wurden 1946 von der Deutschen Verwaltung für Volksbildung in der sowjetischen Besatzungszone auf die Liste der auszusondernden Literatur gesetzt.

## Werke
- Blühender Mohn, Prosa und Verse, 1918
- Couer-Ass, 1919
- Das Erlebnis der bildenden Kunst in der Schule, 1922
- Ins Leben hinein. Ein Buch für die Schulentlassungsfeier, 1926 (als Herausgeber)
- Wir sind uns nahe. Ein Weihnachtsspiel, 1927
- Blumen blühen schwarz und rot. Ein Jugendspiel mit kleinem Sprechchor zur Abgangsfeier oder Jugendweihe, 1930
- Es geht ein Rufen durch das Land, Sprechchorspiel, 1931
- Die Wanderung zum heiligen Feuer. Eine Jugendgeschichte aus dem Jahr der Wandlung 1933, 1935
- Der graue Graben. Fronterlebnisse in Geschichten, Sprechchören und Liedern, 1935
- Das alte Paar. Hupstlitz. Der vergessene Schatz, Drei Märchen, 1947
- Kinderland, Eine Ganzheitsfibel, 1961 (Herausgeber, Mitarbeit H. Becker)
- Die Geburtstagskiste, Kinderbuch, 1961
- Simsalabim und Simsalabum, Kinderbuch 1961
- Glücki. Eine Erzählung aus der Kinderwelt, 1963
- Bunte Blätter, Gedichte, 1972
- Die Baby-Attacke. Ein hessisches Spiel, 1976
- Was Frauen wählen. Ein lustiger Schwank, 1977
- Ihr Ölscheich. Moderne Gesellschaftskomödie, 1978
- Sträubelein gegen Napoleon. Historische Posse, 1979
- Prinzess Clotilde und König „Lustic“, Kleine hessische Heimat-Komödie, 1980
- Ein Landgraf und ein Knotenstock, Kleine hessische Heimat-Komödie, 1982
- Waldhessen ruft, Gedichte, 1984
- Ein Leben lang Liebe, Gedichte, 1985
- Im Karussell des Lebens, Gedichte, 1987